# گمینا رودنگک (استان لوبلین)
گمینا رودنگک (استان لوبلین) (به لهستانی:  Gmina Rudnik) یک گمینا در لهستان است که در شهرستان کراسنستاف واقع شده‌است. گمینا رودنگک ۸۸٫۴ کیلومتر مربع مساحت و ۳٬۵۲۱ نفر جمعیت دارد.